# Begonia antaisaka
Espèce
Begonia antaisaka est une espèce de plantes de la famille des Begoniaceae.
Elle a été décrite en 1972 par Henri Jean Humbert (1887-1967).

## Répartition géographique
Cette espèce est originaire de Madagascar.